# Pseudo-Riemannsk mångfald

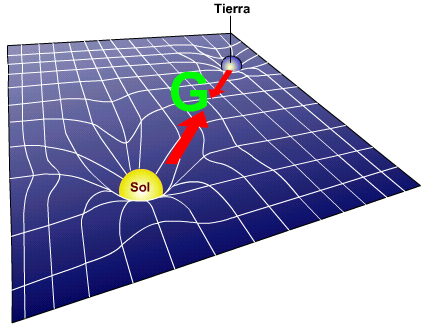
Matematiskt är den krökta rumtiden, som använder allmänna relativitetsteorin, en pseudo-Riemannsk mångfald med krökning given av stressenergitensorn.

En pseudo-Riemannsk mångfald, pseudo-Riemannmångfald, semi-Riemannsk mångfald är en generalisering av en Riemannmångfald, där avstånd inte nödvändigtvis är positiva. Den absolut mest välkända tillämpningen av pseudo-Riemannska mångfalder är den allmänna relativitetsteorins beskrivning av universum som en fyrdimensionell rumtid, som ges en pseudo-Riemannsk struktur där ljus rör sig längs kurvor som alltid har längd 0. 

## Definition
Den matematiska definitionen är att en pseudo-Riemannsk mångfald är en glatt (slät) mångfald som har en slät, symmetrisk {\displaystyle (0,2)}-tensor som är icke-degenererad i varje punkt på mångfalden. Denna tensor kallas en pseudo-Riemannsk metrik eller enklare en (pseudo)metrisk tensor.
Den stora skillnaden mellan en riemannsk och en pseudo-Riemannsk metrik är att den senare bara behöver uppfylla kravet på bara att vara icke-degenererad och inte nödvändigtvis behöver vara positivt definit. Eftersom alla positivt definita former också är icke-degenererade, är en Riemannsk metrik ett specialfall av en pseudo-Riemannsk och de pseudo-Riemannska mångfalderna kan betraktas som generaliseringar av de Riemannska mångfalderna.

## Signatur
Varje icke-degenererad, symmetrisk bilinjär form har en bestämd signatur {\displaystyle (p,q)} där {\displaystyle p} och {\displaystyle q} är antalet positiva och negativa egenvärden till formen och {\displaystyle p+q=n} är mångfaldens dimension. Hos en pseudo-Riemannsk mångfald är signaturen densamma hos alla sammanhängande delar, dvs metriken ska ha samma signatur som mångfalden. Riemannska mångfalder är pseudo-Riemannska mångfalder med signaturen {\displaystyle (n,0)}.

## Lorentzmångfalder
Pseudo-Riemannska metriker med signaturen {\displaystyle (p,1)} (eller, beroende på olika konventioner, {\displaystyle (1,q)}) kallas Lorentzmetriker och en mångfald med Lorentzmetrik kallas följaktligen en Lorentzmångfald. I teorin om allmän relativitet utgår man från en modell där rumtiden antas vara en Lorentzmångfald med signaturen {\displaystyle (3,1)}. Lorentzmångfalderna har genom detta fått många praktiska tillämpningar och är, efter Riemannmångfalderna, en av de viktigare pseudo-Riemannska mångfalderna.

## Egenskaper hos pseudo-Riemannska mångfalder
Liksom det euklidiska rummet {\displaystyle \mathbf {R} ^{n}} kan ses som en matematisk modell för riemannmångfalden kan Minkowskirummet {\displaystyle \mathbf {R} ^{p,1}} sägas vara en modell för Lorentzmångfalden. En modell för en pseudo-Riemannmångfald med signaturen {\displaystyle (p,q)} är då {\displaystyle \mathbf {R} ^{p,q}} med metriken
{\displaystyle g=dx_{1}^{2}+\cdots +dx_{p}^{2}-dx_{p+1}^{2}-\cdots -dx_{p+q}^{2}}
Några av Riemanngeometrins grundläggande satser kan generaliseras till att omfatta även det pseudo-Riemannska fallet. Detta gäller i synnhet Riemanngeometrins huvudsats som även gäller pseudo-Riemannmångfalder vilket gör att man tillämpa Levi-Civita-konnektionen och den med den associerade krökningstensorn på dessa mångfalder. Alla Riemanngeometrins satser kan dock inte generaliseras på detta vis, till exempel gör vissa topologiska hinder att alla glatta mångfalder inte tillåter en pseudo-Riemannsk metrik med en given signatur.